# Margarita Iosifovna Aliger
Margarita Iosifovna Aliger (tiếng Nga: Маргари́та Ио́сифовна Алиге́р - họ thật là Zeiliger, 24 tháng 9 năm 1915 – 1 tháng 8 năm 1992) – là nữ nhà thơ Nga đoạt Giải thưởng Stalin năm 1943.

## Tiểu sử
Margarita Aliger sinh ở thành phố cảng Odessa trong một gia đình công chức. Sau khi học xong trường trung cấp làm việc ở một nhà máy theo chuyên môn. Những năm 1934 – 1937 học trường viết văn Gorki. Bắt đầu in thơ từ năm 1933.
Năm 1942 viết trường ca Zoya (Зоя) về nữ du kích Zoya Anatolyevna Kosmodemyanskaya, người phụ nữ đầu tiên được truy tặng danh hiệu Anh hùng Liên Xô trong cuộc chiến tranh vệ quốc vĩ đại. Đây là tác phẩm xuất sắc nhất của bà được tặng Giải thưởng Stalin năm 1943. Số tiền 50.000 rúp của giải thưởng được Aliger gửi tặng các chiến sĩ Hồng quân đang chiến đấu ngoài mặt trận.
Ngoài sáng tác, Margarita Aliger còn dịch thơ Pablo Neruda, Edna St. Vincent Millay và nhiều nhà thơ lớn của các nước cộng hòa thuộc Liên Xô cũ ra tiếng Nga. Ví những thành tựu trong dịch thuật bà được tặng giải thưởng Pablo Neruda năm 1989.
Margarita Aliger có hai đời chồng và hai người con nhưng bất hạnh. Người con gái đầu của bà là một dịch giả tài năng nhưng chết sớm. Người chồng thứ hai của bà tự tử. Người con gái với người chồng thứ hai cũng tự tử năm 1991. Margarita Aliger cũng kết liễu cuộc đời mình một cách không bình thường ở ngoại ô Moskva năm 1992.

## Tác phẩm
- Год рождения, 1938
- Зоя, (Zoya, trường ca) 1942
- Сказки о правде, 1945
- Ленинские горы, 1953
- Из записной книжки, 1957
- Несколько шагов, 1962
- Стихотворения и поэмы. В 2-х тт., 1970
- Зоя. Поэмы и стихи, 1971
- Стихи и проза. В 2-х тт., 1975
- Тропинки во ржи. Статьи, 1980
- Четверть века, 1981
- Собр. соч. В 3-х тт., 1984

## Một vài bài thơ
| Chẳng muốn gặp anh vào ngày đông Từ nay anh sống giữa lòng em Như ngày mùa xuân, không mũ nón Như niềm mơ ước về đứa con. Chẳng muốn gặp anh vào ngày đông Sợ thấy anh già, khô khan hơn Sợ nghe anh nặng lời với vợ Sợ anh hờ hững với bạn lòng. Sợ rằng trong giây lát cỏn con Mà anh chán kiếp sống trần gian Khi nhìn cổ áo như vuốt ngược Không để ý mây, cứ vội vàng. Em muốn mãi mãi nhớ về anh Như người yêu, người bạn, người quen Trong phố, trên đường, ngoài sông, núi Luôn vô tư, kinh ngạc, khát thèm. Sống như trong ký ức của em Luôn âu lo, rung động cõi lòng Luôn yêu cây cỏ và muông thú Hỏi thật nhiều để biết nghe anh. Hãy đưa mắt nhìn thật xa xăm Để mắt trong suốt được lang thang Đôi khi em thấy lòng bỗng nhẹ Dường như anh vẫn sống bên em. Cứ thế trôi đều ngày tháng năm Vội vàng, nổi sóng như dòng sông Em muốn giữ hình anh như thế Người em yêu dấu đến ngàn năm. Cho dù là em nghĩ ra anh Như người được gặp vẫn hằng mong Nhưng gặp ngày đông em chẳng muốn Để cho ao ước vẹn trong lòng. Gửi người đang ở trên đường Em muốn làm người yêu dấu của anh Muốn trở thành sức mạnh của anh Là cơn gió mát Là cơm ăn áo mặc Bầu trời xanh lướt trên đầu anh. Nếu như anh bị lạc Thì em làm lối nhỏ dưới chân anh Anh bước đi không cần để mắt nhìn Nếu như anh bị khát Thì em làm dòng suối mát Anh hãy cúi mình uống đã khát thì thôi. Còn nếu như anh muốn nghỉ ngơi Trong đêm khuya vắng Thì không quan trọng Ở trên đồi hay ở trong rừng Em sẽ là làn khói trên mái nhà tranh Là ánh lửa đêm bừng sáng Để cho anh sẽ nhận ra em. Em muốn được trở thành Những gì anh yêu ở nơi trần thế. Buổi bình minh anh hãy đến bên cửa sổ Trong mọi điều anh hãy đoán ra em. Đấy là em quyết dấu Với những cọng cỏ khô em quyết sống còn Làm một cây mao lương bên bờ giậu Để cho anh cảm thấy thương em. Đấy là em hóa thành một con chim Một con chim vành khuyên lấp lánh Và em sẽ hót vang trong buổi sớm Để cho anh nghe ra tiếng của em. Đấy là em trong tiếng hót lạ Của chim. Xòe ra bao chiếc lá Trên những cánh hoa – giọt sương Đấy là em. Những đám mây trong vườn Liệu anh có thích? Nghĩa là ở rất gần Tình yêu của em đang ở bên anh! Trong đám đông em nhận ra anh Những con đường chúng mình không riêng biệt Anh có hiểu không, con người của em? Dù ở đâu anh vẫn gặp em Dù sao thì anh vẫn biết Và sẽ yêu em đến mãi ngàn năm. Bản dịch của Nguyễn Viết Thắng | Я не хочу встречать тебя зимой Я не хочу встречать тебя зимой. В моей душе ты будешь жить отныне Весенний, с непокрытой головой, Как лучший день мой, как мечта о сыне. Я не хочу встречать тебя зимой. Боюсь понять, что ты старей и суше, Услышать, как ты ссоришься с женой, Увидеть, как ты к другу равнодушен. Боюсь узнать, что хоть короткий миг Случается тебе прожить скучая, Увидеть, как, поднявши воротник, Спешишь ты, облаков не замечая. Хочу тебя запомнить навсегда Моим знакомцем, путником, влюблённым В дороги, реки, горы, города, Беспечным, ненасытным, изумлённым. Живи таким, как в памяти моей, Подверженный порывам и тревогам, Всегда люби деревья и зверей, И много знай, и спрашивай о многом. Заглядывайся так же далеко Прозрачными бродячими глазами. Мне иногда бывает так легко - Я вспоминаю: ты живёшь меж нами. Покуда день, покуда будут течь Стремительные, вспененные реки, Таким тебя мечтаю я сберечь, Тебя такого я люблю навеки. И если даже ты придуман мной, Такой, какого встретить мне хотелось, Я не хочу тебя встречать зимой, Чтоб выдумка моя не разлетелась. Человеку в пути Я хочу быть твоею милой. Я хочу быть твоею силой, свежим ветром, насущным хлебом, над тобою летящим небом. Если ты собьешься с дороги, брошусь тропкой тебе под ноги без оглядки иди по ней. Если ты устанешь от жажды, я ручьем обернусь однажды,— подойди, наклонись, испей. Если ты отдохнуть захочешь посредине кромешной ночи, все равно — в горах ли, в лесах ли,— встану дымом над кровлей сакли, вспыхну теплым цветком огня, чтобы ты увидал меня. Всем, что любо тебе на свете, обернуться готова я. Подойди к окну на рассвете и во всем угадай меня. Это я, вступив в поединок с целым войском сухих травинок, встала лютиком у плетня, чтобы ты пожалел меня. Это я обернулась птицей, переливчатою синицей, и пою у истока дня, чтобы ты услыхал меня. Это я в оборотном свисте соловья. Распустились листья, в лепестках — роса. Это — я. Облака над садом... Хорошо тебе? Значит, рядом, над тобою — любовь моя! Я узнала тебя из многих, нераздельны наши дороги, понимаешь, мой человек? Где б ты ни был, меня ты встретишь все равно ты меня заметишь и полюбишь меня навек. |